# Hamearis obscura
Hamearis obscura är en fjärilsart som beskrevs av Herrich-Schäffer 1843. Hamearis obscura ingår i släktet Hamearis och familjen Riodinidae. Inga underarter finns listade i Catalogue of Life.